# Anna Henriëtta van Palts-Simmern
Anna Henriëtta van Palts-Simmern, in Frankrijk bekend als Anna van Beieren, prinses van de Palts, (Parijs, 13 maart 1648 - aldaar, 23 februari 1723) was een prinses van de Palts door geboorte en door haar huwelijk met Hendrik III Julius van Bourbon-Condé was ze prinses van Condé.

## Biografie
Anna Henriëtta werd geboren als de tweede dochter van Eduard van de Palts en Anna van Gonzaga.
Haar tante Maria Ludovica Gonzaga bemoeide zich flink met een toekomstig huwelijk voor haar nicht Anna Henriëtte, omdat ze als een bindmiddel werd gezien om een mogelijke opvolger voor de kinderloze koning Jan II Casimir van Polen warm te kunnen maken voor de Poolse troon. Zo werd er in 1656 gesproken over een huwelijk met Frans I Rákóczi. Deze plannen zouden geen doorgang vinden omdat er gezocht werd naar een betere huwelijkskandidaat. Deze werd gevonden in de Hertog van Enghien en werden er gesprekken gevoerd met diens vader, de Prins van Condé, om op termijn koning van Polen te worden. Onder druk van de Poolse koning en diens hofhouding ging kardinaal Jules Mazarin in 1660 akkoord met een huwelijk tussen Anna Henriëtta en de hertog van Enghien. Bij de Poolse koningsverkiezing in 1669 kozen de aanwezigen niet voor de Grote Condé, maar voor de Poolse kandidaat Michaël Korybut Wiśniowiecki.
In 1708 erfde Anna Henriëtta de titel Prins van Arches-Charlevile na de dood van haar neef Ferdinando Carlo Gonzaga. Ze overleed in 1723 en hierna werd haar titel geërfd door het Huis Ursel. Anna Henriëtta werd begraven in het karmelietenklooster aan de Rue Saint-Jacques in Parijs.

## Nageslacht
Anna Henriëtta kreeg in haar huwelijk met Hendrik III Julius van Bourbon-Condé tien kinderen waarvan vijf de volwassen leeftijd bereikten.
- Marie Thérèse (1666-1732), gehuwd met Frans Lodewijk van Bourbon-Conti, prins van Conti
- Hendrik (1667-1670)
- Lodewijk (1668-1710), prins van Condé
- Anne (1670-1675
- Hendrik (1672-1675)
- Lodewijk Hendrik (1673-1677)
- Anne Maria (1675-1700)
- Louise Bénédicte (1676-1753), gehuwd met Lodewijk August van Bourbon, graaf van Maine
- Marie Anna (1678-1718), gehuwd met Lodewijk Jozef van Vendôme.
- ? (1679-1680)